# Неолиберализм (международные отношения)
Неолиберали́зм (англ. neoliberalism), или неолибера́льный институционали́зм — школа в теории международных отношений, развивающая идеи либерально-идеалистической политической парадигмы после Второй мировой войны. Данная теория утверждает, что международные политические институты могут позволить государствам успешно кооперировать в международных отношениях. Наиболее известными представителями неолиберализма стали Роберт Кеохэйн и Джозеф Най.
Возрождение позиций либерально-идеалистической парадигмы, подорванных в ходе холодной войны, произошло после распада биполярной системы международных отношений. При этом изначальная парадигма в виду существенных изменений на международной арене (усиление международных интеграционных процессов; появление новых государств на политической карте мира, нетрадиционных угроз безопасности; процессы, связанные с глобализацией) была подвергнута глубокой трансформации, которая привела к формированию идей неолиберализма.
Неолиберализм в международных отношениях не тождественен неолиберализму в экономической теории — они относятся к разным областям общественных наук, хотя имеют общие черты, например, использование схожей методологии (теория игр и др.). Кроме того, их ведущая идея может быть сформулирована следующим образом: интенсификация и всемирное распространение свободного рынка, как экстенсивно — в международном масштабе, так и интенсивно — на все сферы жизни общества. Таким образом, неолиберализм проявляет принципиальное родство с глобализацией, особенно в экономической сфере. Проникая в мировую экономику, свободный международный рынок начинает влиять прямым образом на международные отношения — возрастает роль транснациональных корпораций. В этих условиях государственные интересы начинают играть важную, но уже не первостепенную роль.

## Характерные черты
Отличительными чертами неолиберализма как одной из теорий международных отношений выступают следующие положения:
- Как и в классической либеральной парадигме, неолибералы считают, что государство не является единственным участником международных отношений. Возрастает роль таких нетрадиционных факторов как транснациональные корпорации, международные организации, террористические и криминальные организации, индивиды и т. д.

- Увеличение числа участников международных отношений имеет и ряд негативных последствий, прежде всего, увеличивается число источников и растёт многообразие угроз для общества и всего человечества. Лучшим решением в этой ситуации является концепция кооперативной безопасности. Таким образом, в центре неолиберализма находятся проблемы международной безопасности и отказа от войны как инструмента международной политики.

- Главной целью участников международных отношений, по мнению сторонников неолиберализма, является международная безопасность, в то время как представители либерально-идеалистической парадигмы указывали на плюрализм целей с приоритетом универсальных идеалов и человеческих ценностей.

- Важнейшим условием достижения международной стабильности, мирового порядка и социального прогресса является развитие международного сотрудничества, которое также способствует росту экономического благополучия.

- Главные средства международных отношений — распространение идеалов либеральной демократии и рынка, создание международных организаций, развитие международного права и сотрудничества.

- Центр тяжести переносится с международного права и международных организаций, деятельность которых зачастую оказывается бесплодной, на международную мораль. При этом главными критериями моральности выдвигаются либеральная демократия и права человека, на основе которых в будущем возможно создание нового мирового порядка в виде общемирового гражданского общества и глобального рынка.

## Неолиберализм и неореализм
В своих теоретических построениях неолиберализм сближается с неореализмом, в то время как либерально-идеалистическая парадигма находится с ним в конфронтации.
Сходства между неолиберализмом и неореализмом:
- Рационализм. В центре обеих парадигм — рациональный политик, руководимый рациональным расчётом. Для неолибералов расчёт определяется, прежде всего, соображениями благосостояния и безопасности, для неореалистов — соображениями власти.
- И неолибералы, и неореалисты считают, что в основе международных отношений лежит национальный интерес.
- Обе парадигмы изучают, кто из участников международных отношений находится в более выгодном положении[3].

Различия между неолиберализмом и неореализмом:
- По мнению неолибералов, анархичность международных отношений (отсутствие верховной власти) преодолима, в то время как неореалисты считают, что нет.
- Неолибералы считают, что выгода от международного сотрудничества абсолютна, то есть сотрудничество всегда выгодно. По мнению неореалистов, выгода относительна, так как ни одно государство не пойдет на получение меньшей абсолютной выгоды, чем любое другое.
- Причина международного сотрудничества для неолибералов — максимальное экономическое процветание, для неореалистов — военная безопасность.
- По мнению неореалистов, поведение государства определяется системными принуждениями и ограничениями, а также их реальными возможностями и способностями. Намерения государств неопределённы, поэтому их нельзя использовать в качестве инструмента анализа. Неолибералы не отрицают значения реальных возможностей государств, однако считают, что государственные намерения играют важную роль, поэтому их всегда нужно учитывать[4].